# NGC 5223
NGC 5223 је елиптична галаксија у сазвежђу Ловачки пси која се налази на NGC листи објеката дубоког неба.
Деклинација објекта је + 34° 41' 26" а ректасцензија 13h 34m 25,1s. Привидна величина (магнитуда) објекта NGC 5223 износи 12,7 а фотографска магнитуда 13,7. NGC 5223 је још познат и под ознакама UGC 8553, MCG 6-30-40, CGCG 190-25, PGC 47822.